# الحركة الشبابية المستقلة (بيرو)
حركة الشباب المستقلة (بالإسبانية: Movimiento Independiente Juventud)‏، كان حزبًا سياسيًا قصير العمر في بيرو. تأسس في نوفمبر 2000، كان من المقرر أن يشارك الحزب في الانتخابات العامة لعام 2001، وذلك بقيادة مؤسسها وزعيمها فيكتور م. ماروكين بصفته المرشح الرئاسي.
انسحب الحزب في نهاية المطاف من الانتخابات في فبراير 2001، بسبب عدم قدرته على جمع بطاقات الاقتراع المطلوبة بموجب قانون الانتخابات في ذلك الوقت. نصت لجنة التحكيم الوطنية للانتخابات في القانون الأساسي للانتخابات لعام 1997 على عدد محدد من المنتسبين (حوالي 500,000) لتسجيل الحزب في الانتخابات.
لم يتم تسجيله في الانتخابات في الوقت المحدد، تم حل الحزب رسميًا في مارس 2001، وفاز في الانتخابات الاقتصادي أليخاندرو توليدو، الذي هزم الرئيس السابق آلان غارسيا من التحالف الثوري الشعبي الأمريكي في جولة الإعادة في يونيو 2001. في إدارته، دعا توليدو فيما بعد ماروكين كجزء من فريق المستشار القانوني الخاص به.